# Liste der Baudenkmäler in Mallersdorf-Pfaffenberg

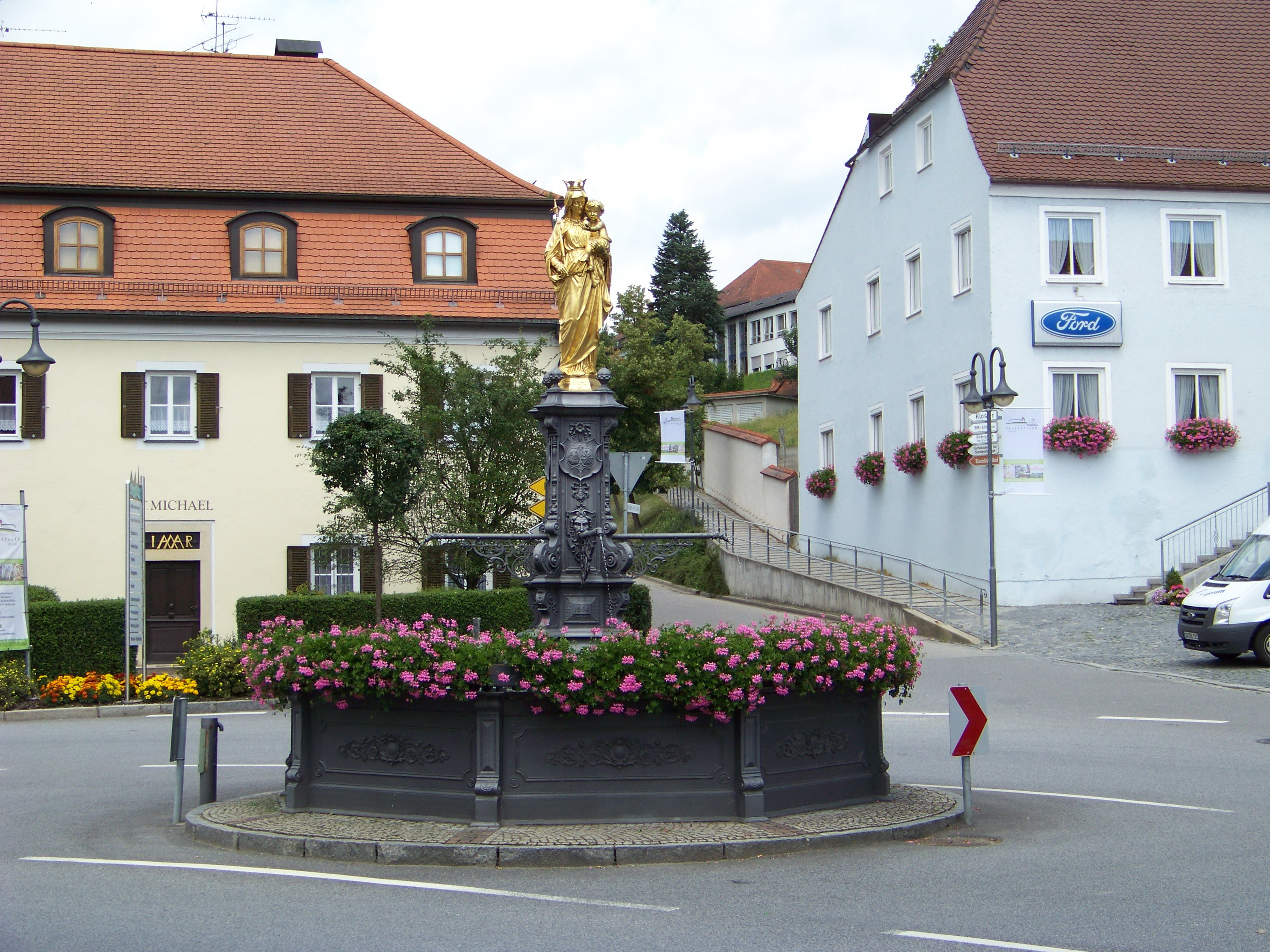
Mallersdorf, Marienbrunnen in der Hofmark

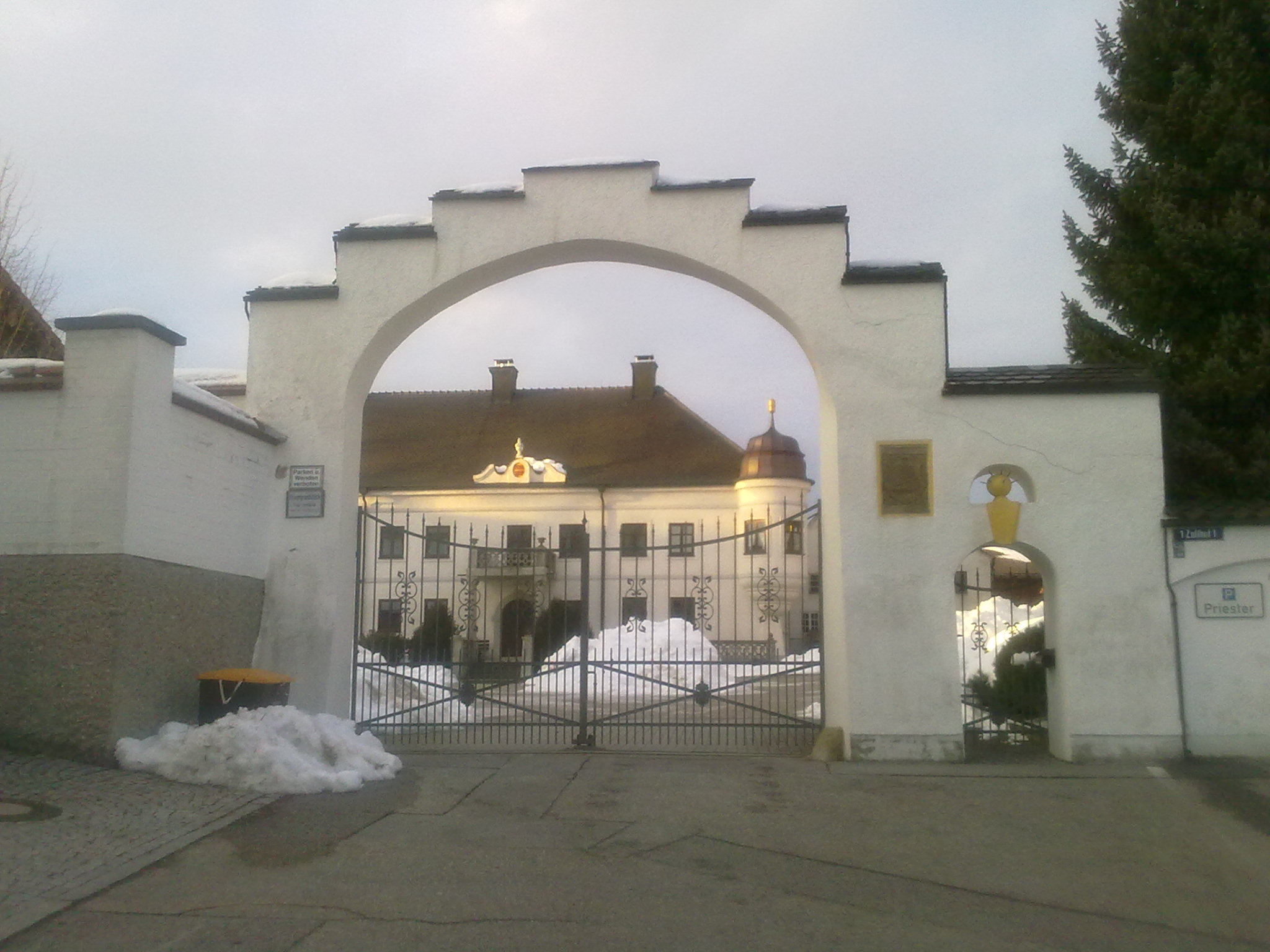
Pfaffenberg, Ehemaliges Amtshaus

Auf dieser Seite sind die Baudenkmäler in dem niederbayerischen Markt Mallersdorf-Pfaffenberg zusammengestellt. Diese Tabelle ist eine Teilliste der Liste der Baudenkmäler in Bayern. Grundlage ist die Bayerische Denkmalliste, die auf Basis des Bayerischen Denkmalschutzgesetzes vom 1. Oktober 1973 erstmals erstellt wurde und seither durch das Bayerische Landesamt für Denkmalpflege geführt wird. Die folgenden Angaben ersetzen nicht die rechtsverbindliche Auskunft der Denkmalschutzbehörde.

## Baudenkmäler nach Ortsteilen

### Mallersdorf
| Lage                      | Objekt                                                                   | Beschreibung | Akten-Nr.     | Bild                                         |
| ------------------------- | ------------------------------------------------------------------------ | --- | ------------- | -------------------------------------------- |
| Hofmark (Standort)        | Marienbrunnen                                                            | achteckiges Becken, Marienfigur auf gestaltetem Mittelpfeiler, Gusseisen, 1904 | D-2-78-148-10 | weitere Bilder                               |
| Hofmark 1 (Standort)      | Ehemaliges Gasthaus zur Post, heute Wohnhaus                             | Stattlicher Bau mit Halbwalmdach, Haustür bezeichnet mit 1844 | D-2-78-148-1  | Ehemaliges Gasthaus zur Post, heute Wohnhaus |
| Hofmark 3 (Standort)      | Gasthaus und Metzgerei                                                   | Mit Querflügel, im Kern 17. Jahrhundert | D-2-78-148-2  | Gasthaus und Metzgerei                       |
| Hofmark 7, 8 (Standort)   | Traufhaus                                                                | Mit Mansard-Halbwalmdach und Hauskapelle, erstes Viertel 19. Jahrhundert; spätklassizistische Haustür | D-2-78-148-3  | Traufhaus                                    |
| Klosterberg 1 (Standort)  | Klostergebäude                                                           | Vier Flügel, östlicher und westlicher Innenhof, Querflügel Östlicher Teil ab 1612, westlicher erste Hälfte 18. Jahrhundert Kapelle an der südlichen Klostermauer, 19. Jahrhundert heute Kloster der Armen Franziskanerinnen von der Heiligen Familie | D-2-78-148-4  | weitere Bilder                               |
| Klosterberg 2 (Standort)  | Katholische Pfarrkirche, ehemalige Klosterkirche St. Johannes Evangelist | Türme, Langhauskern und Westportal vor 1265, Chor 1463, wesentlicher Umbau 1613, Vorbau um 1755, Ausstattung im Laufe des 18. Jahrhunderts | D-2-78-148-5  | weitere Bilder                               |
| Marktstraße 34 (Standort) | Bezirksamtsgebäude                                                       | Ehemals mit Jugendstilelementen, erbaut 1914 | D-2-78-148-8  | Bezirksamtsgebäude                           |
| Marktstraße 36 (Standort) | Ehemaliges Finanzamt                                                     | der Landkreise Mallersdorf und Rottenburg an der Laaber, schlossartiger Bau mit zwei Eckerkern, erbaut 1911/12 | D-2-78-148-9  | Ehemaliges Finanzamt                         |
| Marktstraße 38 (Standort) | Ehemaliges Hausmeisterhaus                                               | Halbwalmdachbau, erbaut 1911/12 | D-2-78-148-9  | Ehemaliges Hausmeisterhaus                   |

### Pfaffenberg
| Lage                            | Objekt                             | Beschreibung | Akten-Nr.     | Bild           |
| ------------------------------- | ---------------------------------- | --- | ------------- | -------------- |
| Gandorferberg 13 (Standort)     | Katholische Pfarrkirche St. Petrus | Neubau 1757/62, Turm mittelalterlich und um 1870 verändert; mit Ausstattung                                                       | D-2-78-148-30 | weitere Bilder |
| Marktplatz 1 (Standort)         | Rathaus                            | Walmdachbau mit Eckpilastern, Schweifgesims und Portal, 1735/38                                                                   | D-2-78-148-31 | Rathaus        |
| Straubinger Straße 1 (Standort) | Wohnhaus                           | Mit Neurenaissance-Gliederung, um 1880                                                                                            | D-2-78-148-33 | Wohnhaus       |
| Zollhof 1 (Standort)            | Ehemaliges Amtshaus                | Schlossartiges Walmdachhaus mit Erkerturm, 17./18. Jahrhundert Rest der alten Ummauerung mit Schalentürmchen, 16./17. Jahrhundert | D-2-78-148-34 | weitere Bilder |
| (Standort)                      | Kapelle Sankt-Anna-Brünnl          | Anfang 18. Jahrhundert; mit Ausstattung; Brunnenkapelle, 18. Jahrhundert                                                          | D-2-78-148-35 | weitere Bilder |

### Ascholtshausen
| Lage                          | Objekt                                     | Beschreibung                                                    | Akten-Nr.     | Bild           |
| ----------------------------- | ------------------------------------------ | --------------------------------------------------------------- | ------------- | -------------- |
| Ascholtshausen 103 (Standort) | Katholische Pfarrkirche Mariae Himmelfahrt | Erste Hälfte 18. Jahrhundert, umgebaut 1850/53; mit Ausstattung | D-2-78-148-11 | weitere Bilder |
| Ascholtshausen 105 (Standort) | Pfarrhaus                                  | Mit Walmdach, bezeichnet mit 1812                               | D-2-78-148-12 | Pfarrhaus      |

### Berghausen
| Lage                    | Objekt      | Beschreibung                                               | Akten-Nr.     | Bild           |
| ----------------------- | ----------- | ---------------------------------------------------------- | ------------- | -------------- |
| Berghausen 2 (Standort) | Ortskapelle | Hofkapelle St. Isidor, originelle neugotische Anlage, 1906 | D-2-78-148-13 | weitere Bilder |

### Holztraubach
| Lage                       | Objekt                     | Beschreibung                                                                              | Akten-Nr.     | Bild           |
| -------------------------- | -------------------------- | ----------------------------------------------------------------------------------------- | ------------- | -------------- |
| Holztraubach 34 (Standort) | Pfarrkirche St. Laurentius | Neuromanischer Neubau 1889/90, Turmuntergeschosse Anfang 18. Jahrhundert; mit Ausstattung | D-2-78-148-14 | weitere Bilder |
| Holztraubach 49 (Standort) | Wohnstallhaus              | Offener Blockbau mit Steilsatteldach und Giebelschrot, Ende 17. Jahrhundert               | D-2-78-148-15 | Wohnstallhaus  |

### Mitterhaselbach
| Lage                           | Objekt                   | Beschreibung | Akten-Nr.     | Bild                     |
| ------------------------------ | ------------------------ | --- | ------------- | ------------------------ |
| Mitterhaselbach 205 (Standort) | Ehemaliges Mühlenanwesen | Wohnbereich zweigeschossiger Blockbau mit Kniestock und traufseitigem rekonstruiertem Balusterschrot, Mühlenbereich Obergeschoss-Blockbau, Dach und Remisenvorbau erneuert Mühlenausstattung zum Teil erhalten; erste Hälfte 19. Jahrhundert | D-2-78-148-45 | Ehemaliges Mühlenanwesen |

### Niederlindhart
| Lage                          | Objekt                         | Beschreibung | Akten-Nr.     | Bild                         |
| ----------------------------- | ------------------------------ | --- | ------------- | ---------------------------- |
| Niederlindhart 16 (Standort)  | Kath. Filialkirche Hl. Apostel | einfacher Kirchenbau mit nicht eingezogenem Chor und Chorturm mit barocker Zwiebelhaube, 1588 auf mittelalterlichen Fundamenten errichtet, historistische Ausmalung von 1882; mit Ausstattung                | D-2-78-148-16 | weitere Bilder               |
| Niederlindhart 62 (Standort)  | Hierzu angebaute Hauskapelle   | Hauskapelle in einem landwirtschaftlichen Gebäude. Tür zur Dorfstraße hin. Neugotisch, 19. Jahrhundert | D-2-78-148-17 | Hierzu angebaute Hauskapelle |
| Niederlindhart 921 (Standort) | Bahnhof Niederlindhart         | Empfangsgebäude des Bahnhofs Niederlindhart, zweigeschossiger Sichtziegelbau mit flachem Satteldach, um 1890/95; Bestandteil der 1859 eröffneten Ostbahnstrecke Landshut-Geiselhöring. Kern; mit Ausstattung | D-2-78-148-47 | Bahnhof Niederlindhart       |

### Oberellenbach
| Lage                         | Objekt                    | Beschreibung | Akten-Nr.     | Bild           |
| ---------------------------- | ------------------------- | --- | ------------- | -------------- |
| Oberellenbach 3 (Standort)   | Filialkirche Heilig Kreuz | Bau des 17. Jahrhunderts über älterem Kern; mit Ausstattung Seelenkapelle, 17. Jahrhundert, im Friedhof                                                                                          | D-2-78-148-18 | weitere Bilder |
| Oberellenbach 501 (Standort) | Schloss                   | Satteldachbau mit Putzbandgliederung und drei stichbogigen Aufzugsöffnungen, Weiheranlage zu zwei Flügeln, wohl 17. Jahrhundert, 1756 umgebaut Zugehörige Sommerkeller, südöstlich des Schlosses | D-2-78-148-19 | weitere Bilder |

### Oberhaselbach
| Lage                             | Objekt                              | Beschreibung | Akten-Nr.     | Bild           |
| -------------------------------- | ----------------------------------- | --- | ------------- | -------------- |
| Bei Oberhaselbach 504 (Standort) | Bildstock                           | Heiligenhäuschen St. Johannes Nepomuk aus dem 18. Jahrhundert; mit Ausstattung; hinter dem Schloss.                 | D-2-78-148-25 | Bildstock      |
| Oberhaselbach 36 (Standort)      | Bauernhaus                          | Eingeschossig, mit Greddach, 2. Viertel 19. Jahrhundert                                                             | D-2-78-148-24 | Bauernhaus     |
| Oberhaselbach 504 (Standort)     | Ehemaliges Schloss, heute Wohnhaus  | Weiheranlage zu zwei Flügeln, wohl 17. Jahrhundert, 1756 umgebaut zugehörige Sommerkeller, südöstlich des Schlosses | D-2-78-148-22 | weitere Bilder |
| Oberhaselbach 505 (Standort)     | Katholische Filialkirche St. Martin | Neubau 1878/79; mit Ausstattung                                                                                     | D-2-78-148-21 | weitere Bilder |

### Oberlindhart
| Lage                        | Objekt                                           | Beschreibung | Akten-Nr.     | Bild                  |
| --------------------------- | ------------------------------------------------ | --- | ------------- | --------------------- |
| Oberlindhart 33 (Standort)  | Bauernhaus                                       | Wohnteil mit Blockbau-Obergeschoss, zum Teil verputzt, und Traufschrot, im Kern 1. Hälfte 18. Jahrhundert | D-2-78-148-27 | Bauernhaus            |
| Oberlindhart 109 (Standort) | Katholische Filialkirche St. Johannes der Täufer | Saalbau mit nicht eingezogenem Chor und Südturm, Neubau von 1495, unter Einbeziehung vorromanischen Mauerwerks im Norden und Westen, 10. Jahrhundert, Turm mit Satteldach und Treppengiebel, um 1650 mit hochromanischem Untergeschoss; mit Ausstattung. Seelenkapelle im Friedhof, 19. Jahrhundert. | D-2-78-148-26 | weitere Bilder        |
| Oberlindhart 121 (Standort) | Kleinbauernhaus                                  | Obergeschoss-Blockbau, Ende 18. Jahrhundert | D-2-78-148-29 | Kleinbauernhaus       |
| Oberlindhart 617 (Standort) | Obergeschoss-Blockbau                            | eines Dreiseithofes, mit Giebelschrot und bemalten Balkenköpfen, Anfang 19. Jahrhundert | D-2-78-148-28 | Obergeschoss-Blockbau |

### Ried
| Lage              | Objekt                | Beschreibung                                         | Akten-Nr.     | Bild           |
| ----------------- | --------------------- | ---------------------------------------------------- | ------------- | -------------- |
| Ried 1 (Standort) | Kapelle St. Sebastian | Mit drei Fensterachsen, erbaut 1712; mit Ausstattung | D-2-78-148-36 | weitere Bilder |

### Schöfbach
| Lage       | Objekt     | Beschreibung | Akten-Nr.     | Bild       |
| ---------- | ---------- | --- | ------------- | ---------- |
| (Standort) | Hofkapelle | Am Stadel angebaut, gegen Mitte 19. Jahrhundert; mit Ausstattung. Laut Aussage Hofeigners wird das Kapelleninnere als Abstellraum benutzt. | D-2-78-148-37 | Hofkapelle |

### Steinkirchen
| Lage                       | Objekt                    | Beschreibung | Akten-Nr.     | Bild           |
| -------------------------- | ------------------------- | --- | ------------- | -------------- |
| Steinkirchen 17 (Standort) | Filialkirche St. Nikolaus | Spätromanische Anlage, Mitte 13. Jahrhundert, Turm mit Pilastergliederung des 18. Jahrhunderts; mit Ausstattung | D-2-78-148-38 | weitere Bilder |

### Stiersdorf
| Lage                    | Objekt  | Beschreibung                                                                          | Akten-Nr.     | Bild           |
| ----------------------- | ------- | ------------------------------------------------------------------------------------- | ------------- | -------------- |
| Stiersdorf 1 (Standort) | Gutshof | Schlossartige Anlage, mit Walmdach, 19. Jahrhundert Hofkapelle, 1885; mit Ausstattung | D-2-78-148-39 | weitere Bilder |

### Unterhaselbach
| Lage                         | Objekt                             | Beschreibung                                                                                       | Akten-Nr.     | Bild                               |
| ---------------------------- | ---------------------------------- | -------------------------------------------------------------------------------------------------- | ------------- | ---------------------------------- |
| Unterhaselbach 17 (Standort) | Katholische Filialkirche St. Georg | Chor 15. Jahrhundert, Langhaus über älterem Kern im 16./17. Jahrhundert verändert; mit Ausstattung | D-2-78-148-40 | Katholische Filialkirche St. Georg |

### Upfkofen
| Lage                                                             | Objekt                              | Beschreibung                                   | Akten-Nr.     | Bild           |
| ---------------------------------------------------------------- | ----------------------------------- | ---------------------------------------------- | ------------- | -------------- |
| Upfkofen 216 (Standort)                                          | Katholische Filialkirche St. Martin | Neubau 1865, Turm spätgotisch; mit Ausstattung | D-2-78-148-41 | weitere Bilder |
| südlich des Ortes (in den Feldern in Richtung Scharn) (Standort) | Feldkapelle                         | 18. Jahrhundert                                | D-2-78-148-42 | Feldkapelle    |

### Weilnberg
| Lage                    | Objekt     | Beschreibung                                | Akten-Nr.     | Bild           |
| ----------------------- | ---------- | ------------------------------------------- | ------------- | -------------- |
| In Weilnberg (Standort) | Hofkapelle | 1. Drittel 19. Jahrhundert; mit Ausstattung | D-2-78-148-43 | weitere Bilder |

### Westen
| Lage                 | Objekt                                  | Beschreibung | Akten-Nr.     | Bild                          |
| -------------------- | --------------------------------------- | --- | ------------- | ----------------------------- |
| Westen 80 (Standort) | Pfarrhof mit Ökonomiegebäuden           | Zweigliedriges Pfarrhaus mit Schopfwalm- und Satteldach Ökonomietrakt mit gewölbtem Stall, Stadel und Wagenremise; 1897 | D-2-78-148-46 | Pfarrhof mit Ökonomiegebäuden |
| Westen 82 (Standort) | Katholische Pfarrkirche Mariae Opferung | Chor und Turm um 1483, Langhaus über älterem Kern Mitte 18. Jahrhundert, Sakristei 19. Jahrhundert; mit Ausstattung     | D-2-78-148-44 | weitere Bilder                |

## Ehemalige Baudenkmäler
In diesem Abschnitt sind Objekte aufgeführt, die früher einmal in der Denkmalliste eingetragen waren, jetzt aber nicht mehr. Objekte, die in anderem Zusammenhang also z. B. als Teil eines Baudenkmals weiter eingetragen sind, sollen hier nicht aufgeführt werden. Aktennummern in diesem Abschnitt sind ehemalige, jetzt nicht mehr gültige Aktennummern.

| Lage                                                  | Objekt                              | Beschreibung | Akten-Nr.     | Bild                                |
| ----------------------------------------------------- | ----------------------------------- | --- | ------------- | ----------------------------------- |
| Mallersdorf Superior-von-der-Sitt-Straße 7 (Standort) | Kleinbauernhaus                     | Verputzter Blockbau mit Flachdach, im Kern 18. Jahrhundert, stark verfallen                                            | D-2-78-148-6  | Kleinbauernhaus                     |
| Mallersdorf Superior-von-der-Sitt-Straße 9 (Standort) | Ehemaliges Bauernhaus im Waldlertyp | Eineinhalbgeschossiger Blockbau mit Baluster-Giebelschrot, Mitte 18. Jahrhundert, weitgehend verfallen                 | D-2-78-148-7  | Ehemaliges Bauernhaus im Waldlertyp |
| Oberellenbach Oberellenbach 4 (Standort)              | Wohnstallhaus eines Dreiseithofes   | Mit verputztem Blockbau-Obergeschoss und Traufschrot Nebengebäude mit Traidkasten in Blockbau, im Kern 18. Jahrhundert | D-2-78-148-20 | Wohnstallhaus eines Dreiseithofes   |